# Värmlandsbro
Värmlandsbro is een plaats in de gemeente Säffle in het landschap Värmland en de provincie Värmlands län in Zweden. De plaats heeft 514 inwoners (2005) en een oppervlakte van 87 hectare. 

## Verkeer en vervoer
Bij de plaats loopt de Europese weg 45.
De plaats ligt aan de spoorweg Norge/Vänernbanan, de trein stopt ook in de plaats.